# Papamosques frontblau
El papamosques frontblau (Cyornis hoevelli) és una espècie d'ocell de la família dels muscicàpids (Muscicapidae) del sud-est asiàtic. Es endèmic de l'illa de les Cèlebes, a Indonèsia. Habita els boscos tropicals i subtropicals de frondoses humits i el seu estat de conservació és de risc mínim.